# GCompris
GCompris je sestava mnoha různých vzdělávacích a zábavných programů pro děti ve věku od dvou do deseti let. Je součástí projektu GNU. Byl původně napsaný v jazycích C a Python, později byl přepsán do C++ a v roce 2014 do QtQuick. Je k disposici pro Linux, BSD, macOS, Microsoft Windows a Android. Jeho licencí je GNU GPL, jedná se tedy o svobodný software.

## Obsažené činnosti
Jednotlivé činnosti jsou rozděleny do tematických celků, například:
- seznámení s počítačem: ovládání klávesnice a myši, současný stisk dvou kláves atp.
- počítání
- věda: koloběh vody, řízení ponorky, …
- zeměpis: slepé mapy
- hry: šachy, sudoku

## Dějiny
GCompris začal vyvíjet v roce 2000 francouzský vývojář Bruno Coudoin. Ten také zvolil jméno, které je ve francouzštině jazykovým žertíkem, neboť má stejnou výslovnost jako „J'ai compris“ znamenající „Porozuměl jsem.“